# Bruno Sander
Hermann Max Bruno Sander (* 23. Februar 1884 in Innsbruck; † 5. September 1979 ebenda) war ein österreichischer Geologe.

## Leben
Bruno Sander wuchs in Bozen auf und studierte nach dem Abitur 1902 in Innsbruck Zoologie, Mineralogie, Botanik, Physik und Mathematik an der Universität Innsbruck, wo er 1907 im Fach Geologie promoviert wurde mit einer Studie über die Granite in Brixen. Danach war er Assistent an der TH Wien und ab 1909 an der Universität Innsbruck, wo er sich 1912 habilitierte. Ab 1913 war er an der Geologischen Reichsanstalt, unterbrochen von einer Zeit im Ersten Weltkrieg, als er im Auftrag des k.u.k. Kriegsministeriums  Lagerstätten in Bulgarien und der Türkei begutachtete. Bei der Geologischen Reichsanstalt war er unter anderem mit geologischen Kartierungen in Südtirol beschäftigt. Ab 1920 war er wieder an der Geologischen Staatsanstalt in Wien und ab 1922 Professor für Mineralogie und Petrographie an der Universität Innsbruck. 1955 emeritierte er.
Er gilt als Pionier der Gefügekunde mit Anwendungen zum Beispiel in der Felsmechanik und Ingenieurgeologie.
Neben seiner Tätigkeit als Geologe war er auch Schriftsteller, der unter dem Pseudonym Anton Santer publizierte. Er gehörte schon vor dem Ersten Weltkrieg zur Brenner-Gruppe und veröffentlichte Gedichte in deren Zeitschrift Der Brenner, später in der Zeitschrift Wort im Gebirge und der Seefelder Zeitung.
Sein Nachlass befindet sich im Brenner-Archiv der Universität Innsbruck.

## Ehrungen
1950 erhielt Sander die Gustav-Steinmann-Medaille. 1956 wurde er mit einem internationalen Antonio-Feltrinelli-Preis ausgezeichnet. 1958 erhielt er die Eduard-Sueß-Gedenkmünze und wurde Ehrenmitglied der Österreichischen Geologischen Gesellschaft. 1956 erhielt er die Friedrich Becke Medaille der Österreichischen Mineralogischen Gesellschaft, 1956 die André Dumont Medaille der belgischen geologischen Gesellschaft, 1957 die Penrose-Medaille und 1964 die Abraham-Gottlob-Werner-Medaille. Er war Ehrendoktor der Universität Göttingen (1937) und der Universität Wien (1959). Im Jahr 1936 wurde er zum Mitglied der Leopoldina gewählt. Er war Mitglied der Österreichischen Akademie der Wissenschaften (korrespondierendes Mitglied seit 1940 und ordentliches seit 1944) und der Akademien der Wissenschaften in Bologna (1942), Uppsala (1947) und Berlin (1950) sowie Washington (1966, National Academy of Sciences). 1959 erhielt er das Österreichische Ehrenzeichen für Wissenschaft und Kunst, 1967 das Ehrenzeichen des Landes Tirol und 1955 den Ehrenring der Stadt Innsbruck.
Das Gebäude der  Fakultät für Geo- und Atmosphärenwissenschaften an der Universität Innsbruck wurde nach Bruno Sander benannt. Waldemar Berdesinski benannte 1952 das Mineral Sanderit nach ihm. Zudem ist er Namensgeber für den Sanderpass in der Antarktis.

## Schriften
- Zur Geologie der Zentralalpen, Verh. geol. R. A. 1916, Nr. 9 und 10. Online Nr. 9 und Online Nr. 10
- Gefügekunde der Gesteine mit besonderer Berücksichtigung der Tektonite, Wien, Springer Verlag 1930.
- Einführung in die Gefügekunde geologischer Körper, 2 Bände, Springer Verlag 1948–1950.
- Beiträge zur Kenntnis des Anlagerungsgefüges, Tschermaks Mineralogische und Petrographische Mitteilungen, Band 48, 1936, S. 27–209.
- Petrofabrics and Orogenesis, American Journal of Science, Band 28, 1934, S. 37–50.
- An introduction to the study of fabrics of geological bodies, Pergamon Press 1970.